# DSP Starter Kit
A DSP Starter Kit (DSK), azaz DSP kezdőkészlet egy elektronikus panel, amelyre (legalább) egy digitális jelfeldolgozó processzort építettek és amelyet kísérletezésre, kiértékelésre és fejlesztésre használnak. További angol nyelvű elnevezései: DSP Evaluation Module vagy DSP Evaluation Board (kb. DSP kiértékelőpanel). A DSP kezdőkészletek segítségével lehetséges a programfejlesztés, gyakran az integrált fejlesztői környezet támogatásával. A Texas Instruments, Spectrum Digital és más cégek is készítenek DSP kezdőkészleteket, leginkább a saját maguk által gyártott jelfeldolgozókhoz és vezérlőkhöz. Ilyen kezdőkészletek pl. a TI DSK 6416, vagy a TI DSK 6713.

## Fordítás
Ez a szócikk részben vagy egészben  a   DSP Starter Kit című angol Wikipédia-szócikk ezen változatának fordításán alapul.  Az eredeti cikk szerkesztőit annak laptörténete sorolja fel. Ez a jelzés csupán a megfogalmazás eredetét és a szerzői jogokat jelzi, nem szolgál a cikkben szereplő információk forrásmegjelöléseként.